# Li (folk)
 For alternative betydninger, se Li. (Se også artikler, som begynder med Li)
Lí (黎族, pinyin: Lízú) er et af de 55 offentlig anerkendte minoritetsfolk i Folkerepublikken Kina. Ifølge folketællingen i 2000 var der 1.247.814 af dem i Kina, en stor del på øprovinsen Hainan, og de nærliggende kystegne på fastlandet.

## Ekstern henvisning
- The Li ethnic minority (kinesisk regeringsside)